# آنا ماريا ثيلوت
آنا ماريا ثيلوت (بالسويدية: Anna Maria Thelott)‏ (1683-1710) كانت فنانة سويدية . وكانت من تنقش الخشب، و تصنع الرسوم التوضيحية ، وفنانة تخشيب، و رسامة منمنمات.

## السيرة الشخصية
وُلدت آنا ماريا ثيلوت في أوبسالا بالسويد. كانت ابنة النقاش وصانع الساعات فيليب جاكوب ثيلوت الأكبر (1635-1710) ، وكانت شقيقة الأكاديمي فيليب جاكوب ثيلوت الأصغر (1682-1750) وأختا غير شقيقة للنقاشة أولوف ثيلوت (حوالي 1670-1728) . هاجر والداها من سويسرا إلى أوبسالا في سبعينيات القرن التاسع عشر. تعلمت هي وإخوانها مهنة والدها، ونشطوا كمساعدين في الاستوديو الخاص به وهم أطفال. تم تكليفهم جميعًا بمساعدته عندما تم تكليفه من قبل أولوف رودبيك (1630-1702) لعمل رسوم توضيحية لعمله المؤلف من أربعة مجلدات أطلانتيكا ( آتلاند إيلر مانهايم ) وكامبوس إليسي .
وقامت أيضا بصنع قطع خاصة للأفراد للمساهمة في دعم أسرتها. صنعت الرسوم والأشكال التوضيحية عن طريق الرسم، الحفر على النحاس والنحاس النقش ، الحبر الهندي والقطع الخشبية . وبين العديد من طلبات العمل التي قامت بها كان هنالك قطع خشبية لصحيفة بوستتيدنينجين، والحفر على النحاس لكتب الصلاة، وبالتعاون مع شقيقها فيليب استعملت الحبر الهندي لرسم صورتوضيحية للأسلحة. صنعت إحدى عشرة قصبة خشبية للمدن الألمانية مع نصوص لصحيفة بوستتيدنينجين في عام 1706. وكثيراً ما كانت ترسم توضيحات كتب وأعمال يوهان بيرنجسكيولد (1654-1720). ويشمل عملها الحيوانات، والمناظر الطبيعية، والرمز، والخرائط والدوافع الدينية. كانت توقع عملها تحت اسم "Anna Marija ein geborene Thelotten".
بعد حريق أوبسالا الكبير في عام 1702، انتقلت الأسرة إلى ستوكهولم. و أمسى والدها يعيش في منزلها بدلاً من منازل إخوتها، وقد دعمته ماليا عندما لم يعد بإمكانه العمل. في عام 1710 ، أصبحت آنا ماريا ثيلوت واحدة من العديد من ضحايا الطاعون في السويد في الفترة 1710-1713 ، وتوفيت في ستوكهولم في سن السابعة والعشرين. تركت كتابًا للرسم ألفته في الفترة 1704-1709، وهو محفوظ في جامعة أوبسالا .